# Arturo del Hoyo
Arturo del Hoyo Martínez (Madrid, octubre de 1917 – íd., 31 de marzo de 2004) fue un editor, escritor, crítico literario, traductor y lexicógrafo español.

## Biografía
Empezó a frecuentar el Ateneo de Madrid, donde escuchó a Ramón María del Valle-Inclán, Miguel de Unamuno o André Malraux. Publicó cuatro artículos en El Sol (1937) que, republicados sin su permiso en Mundo Obrero, le causarían algunos problemas después de la Guerra Civil. Ya comenzada esta y miembro de la FUE, fue teniente del ejército republicano y luchó en la defensa de Madrid. A su conclusión fue condenado a seis meses de trabajos forzados, pero entonces un denunciante se acordó de los artículos y poco faltó para que fuera condenado a muerte; sin embargo, un amigo suyo logró que se retirara la denuncia. 
Entonces estudió Filología Románica en la Universidad Complutense, se casó con la traductora Isabel Gil de Ramales y entró a trabajar en la editorial Aguilar sustituyendo en el consejo de lecturas a Federico Carlos Sainz de Robles, quien, sin embargo, siguió trabajando con él en la editorial de Manuel Aguilar Muñoz, pero lidiando ahora con los censores, y junto a famosos traductores como Rafael Cansinos-Asséns, José Méndez Herrera, Amando Lázaro Ros y Julio Gómez de la Serna... un equipo de unas cincuenta personas. También fue por esa época uno de los primeros redactores de la revista Ínsula, en la que publicó varios cuentos, su género preferido, del que publicó varias colecciones, la primera de 1965, Primera caza y otros cuentos, y la última Cuentos del tiempo ido (2004). Colaboró además en La Estafeta Literaria y en Arbor y cultivó también la literatura infantil (Historias de Bigotillo, ratón de campo, ilustradas por Pierre Monnerat y publicadas por la editorial Juventud en 1987).
Para la casa Aguilar preparó, entre otras, las ediciones de las Obras completas de Federico García Lorca, Miguel Hernández y Baltasar Gracián. Como lexicógrafo compuso un útil Diccionario de palabras y frases extranjeras (1988). Publicó además Teatro mundial (1955) dentro de la serie "Obras de Consulta", recogiendo el resumen de unas 1700 piezas de este género. Ejerció también el ensayo hasta poco antes de su muerte (Gracián, 1965; Escritos sobre Miguel Hernández, 2003...) y tradujo del inglés Luz de agosto de William Faulkner y Moby Dick de Herman Melville, entre otras obras.
Él mismo fue un activo miembro de la tertulia sabatina que reunía a un grupo de escritores contrarios al régimen en el Café de Lisboa: Antonio Buero Vallejo, Francisco García Pavón, Juan Eduardo Zúñiga, Isabel Gil de Ramales, Ezequiel González Mas y Vicente Soto Iborra, entre otros. Muchos de ellos cultivaban un tipo de cuento realista, el preferido por él, que debía ser "expresión quizá mínima pero delicada de algo, fundada en un pequeño detalle".
En 1973 obtuvo el más prestigioso premio de relato corto de España, el Premio Hucha de Oro, con Las señas; fue el único reconocimiento que mereció como escritor de ficción.

## Obras

### Narrativa corta
- Primera caza y otros cuentos (1965).
- El pequeñuelo y otros cuentos (1967).
- En la glorieta y en otros sitios (1972).
- Las señas (1973), Premio Hucha de Oro.
- El lobo, y otros cuentos (1981).
- Tría de cuentos (1993).
- El amigo de mi hermano y otros cuentos (2000)
- Cuentos del tiempo ido (2004).

### Narrativa infantil
- Historias de Bigotillo, ratón de campo (1987).

### Ensayo
- Baltasar Gracián (1965).
- Teatro de la joven Alemania (1966).
- Teatro francés de vanguardia (1967)
- Teatro inquieto español (1967).
- Escritos sobre Miguel Hernández (2003).

### Obras técnicas
- Diccionario de palabras y frases extranjeras en el español moderno (1988, 1995, 2002).
- Teatro mundial: 1700 argumentos de obras de teatro antiguo y moderno, nacional y extranjero, con descripciones, listas de personajes, criticas y bibliografía (1955 y 1961).

### Antologías
- Antología del soneto clásico español, siglos XV-XVII (1963).
- Antología del soneto español, siglos XVIII y XIX (1968).

### Ediciones
- Lope de Vega, Isidro, poema castellano, 1935.
- Obra escogida de Miguel Hernández, Madrid: Aguilar, 1952.
- Obras completas de Federico García Lorca, Madrid: Agular, 1954.
- Obras completas de Baltasar Gracián, Madrid: Aguilar, 1960.
- Teatro completo de Max Aub, Madrid: Aguilar, 1968.
- Poesías completas de Rafael Alberti, 1983.
- Baltasar Gracián, El héroe, El político, El discreto, Oráculo manual y arte de prudencia (ed. e introd. de Arturo del Hoyo Martínez), Barcelona: Plaza & Janés, 1986.

### Traducciones (incompleto)
- William Faulkner, Luz de agosto, 1966.
- Herman Melville, Moby Dick, 1968.